# Areca vestiaria
Areca vestiaria är en enhjärtbladig växtart som beskrevs av Paul Dietrich Giseke. Areca vestiaria ingår i släktet Areca och familjen Arecaceae. Inga underarter finns listade i Catalogue of Life.

## Bildgalleri

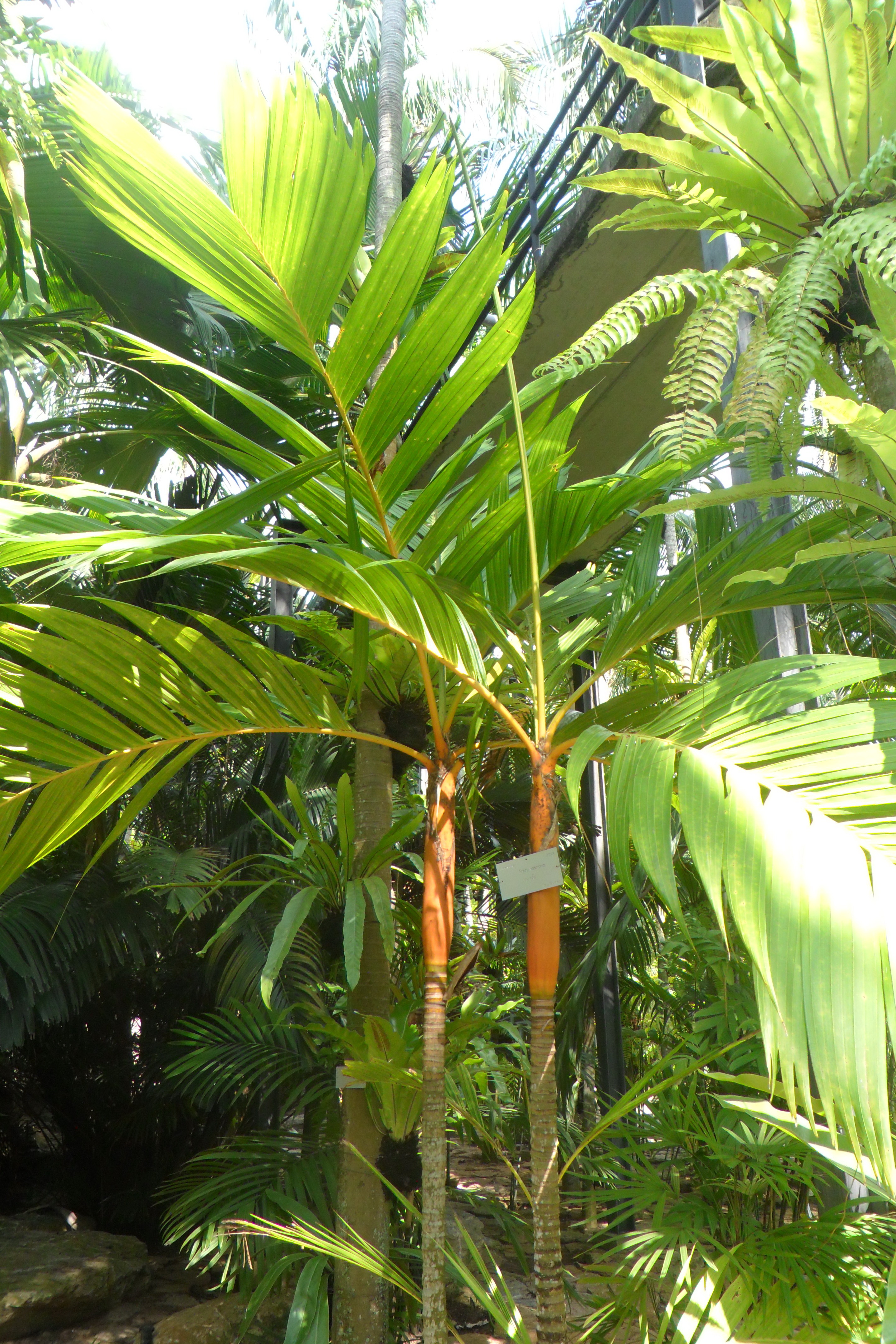